# BMZ/ŁTZ TEM2
TEM2 (ros. TЭM2) – ciężka manewrowa lokomotywa spalinowa, eksploatowana m.in. na PKP (oznaczenie na PKP SM48), ale także przez przewoźników prywatnych w Polsce i na kolejach krajów byłego ZSRR, a także Kuby i Bułgarii oraz Mongolii. Produkowana seryjnie od 1967 roku w Briańsku i Woroszyłowgradzie (Ługańsku) w ZSRR.

## Historia rozwoju
Radzieckie oznaczenie TEM2 jest skrótem od: lokomotywa spalinowa (T) z przekładnią elektryczną (E), manewrowa (M), drugi model. Konstrukcja opiera się na rozwiązaniach amerykańskiej lokomotywy ALCO RSD-1 z lat 40., która dostarczana była do ZSRR w ramach pomocy lend-lease. Stanowi bezpośrednio rozwinięcie lokomotywy TEM1, produkowanej od 1958 w Briańsku. W 1960 briańska fabryka wypuściła trzy prototypy lokomotywy TEM2, różniące się od TEM1 m.in. silnikiem PD1 i prądnicą GP-300A. Po dalszych udoskonaleniach, dopiero od 1967 podjęto produkcję seryjną. TEM2 stał się podstawową lokomotywą manewrową i przemysłową w ZSRR, zbudowaną w liczbie 3160 sztuk. Część lokomotyw była przystosowana do pracy na torach o szerokości 1435 mm, 1524 mm i 1520 mm, a przestawienie na inny tor wykonywane jest poprzez wymianę zestawów kołowych (wariant TEM2A).

## Eksploatacja w Polsce
Dla PKP były sprowadzone w latach 1976–1988 w liczbie 130 sztuk i przeznaczano je głównie do obsługi terenów przy granicy z ZSRR. Pracę dla kolei przemysłowych w Polsce pod oryginalnym oznaczeniem TEM2 rozpoczęły w roku 1974, a do końca lat 80. sprowadzono około 300 sztuk tych maszyn. Ogółem sprowadzono do Polski 430 egzemplarzy tej lokomotywy, z czego w grudniu 2009 w barwach przewoźników kolejowych pozostawało 380 egzemplarzy (w tym 109 w barwach PKP Cargo). Znaczna część zakupionych przez przemysł lokomotyw pracuje na kolejach piaskowych. Przeprowadza się także modernizacje (np. poprzez wymianę silników i układu sterowania) lub głęboką przebudowę na standard 15D/16D prowadzoną przez Newag. W Polsce nazywana bywa potocznie Tamara. 
Pol-Miedź Trans poddał gruntownej modernizacji kilka maszyn tej serii. Wymieniono silnik spalinowy na bardziej ekonomiczny i spełniający normy Unii Europejskiej. Nowy silnik jest dużo lżejszy, dlatego też zaistniała potrzeba dociążenia lokomotywy balastem. Poza tym gruntownie zmodernizowano kabinę maszynisty, montując komputerowe sterowanie oraz zamontowano monitoring wizyjny ze względu na znikomą widoczność toru podczas jazdy do przodu (dłuższym przedziałem maszynowym w kierunku jazdy).

## Konstrukcja

### Wózki
Wyposażenie lokomotywy jest zabudowane na głównej ramie ustawionej na dwóch wózkach trzyosiowych. Ciężar pudła lokomotywy jest przekazywany na każdy wózek za pośrednictwem czterech urządzeń oporowo-zwrotnych. Siła pociągowa od wózków na ramę lokomotywy przenoszona jest poprzez dwa czopy skrętu, umieszczone pośrodku wózków.
Wózek przedni i tylny mają jednakową konstrukcję, przy czym wózek tylny różni się od przedniego obecnością napędu szybkościomierza na prawym kadłubie łożyska osiowego środkowej osi. Wszystkie osie wózków są napędowe.

### Nadwozie
Nadwozie lokomotywy jest typu zamkniętego i składa się z pięciu podstawowych części: przedziału chłodnic, przedziału silnikowego, przedziału wysokiego napięcia, kabiny maszynisty i przedziału baterii akumulatorów. Dach nad silnikiem jest zdejmowany. Dla dostępu do agregatów i zespołów lokomotywy oraz dla prac montażowych w nadwoziu znajdują się boczne drzwiczki i włazy. Wentylacja przestrzeni pod nadwoziem jest naturalna – za pomocą wycięć w drzwiczkach zniżonej części nadwozia.

### Kabina
Kabina maszynisty posiada izolację cieplną i akustyczną. W kabinie maszynisty umieszczony jest: pulpit sterowniczy, na którym zabudowane są przyrządy sterownicze oraz przyrządy kontrolno-pomiarowe zespołu napędowego i układu hamulcowego, napęd hamulca ręcznego i skrzynka z narzędziami. Sterowanie lokomotywą następuje za pomocą nastawnika jazdy. W przedziale wysokiego napięcia, umieszczonym przed kabiną maszynisty, zabudowana jest aparatura elektryczna. Wczesne serie miały półokrągły dach budki maszynisty, późne – płaski ze ściętymi bokami.
Przy pracy manewrowej sterowanie lokomotywą może odbywać się przez jednego pracownika, za pomocą pulpitów sterowniczych.

### Napęd
W przedziale silnika spalinowego umieszczone są: zespół silnik spalinowy-prądnica główna, sprężarka, filtry oleju dokładnego oczyszczania, zespoły do przepompowywania oleju i podawania paliwa, filtry wstępnego oczyszczania paliwa, filtr powietrzny silnika spalinowego, zbiorniki wodne, zbiornik na olej, przewody z armaturą.
Zespół silnik spalinowy-prądnica główna dostarcza prąd elektryczny, który zasila silniki elektryczne napędzające, poprzez przekładnię główną, zestawy kołowe lokomotywy. Prądnica główna służy także do rozruchu silnika spalinowego. Prądnica pracuje przy tym jako silnik elektryczny, otrzymując zasilanie od baterii akumulatorów, umieszczonej w oddzielnym przedziale za kabiną maszynisty. Bateria akumulatorów służy także do oświetlenia lokomotywy na postoju.
Od wału prądnicy głównej moment obrotowy jest przekazywany poprzez sprzęgło do sprężarki i poprzez przekładnię pasową klinową do zespołu dwumaszynowego i wentylatora dla chłodzenia elektrycznych silników trakcyjnych tylnego wózka. Zespół dwumaszynowy stanowi połączenie dwóch maszyn prądu stałego: prądnicy pomocniczej i wzbudnicy. Prądnica pomocnicza służy do zasilania obwodów sterowniczych, oświetleniowych i pomocniczych. Wzbudnica zasila uzwojenie obce wzbudzenia prądnicy głównej.
Od wału korbowego silnika spalinowego (od strony pompy oleju silnika) napędzane są: wentylator chłodnicy poprzez przekładnię stożkową, sprzęgło cierne i wały przegubowe, wentylator chłodzenia silników elektrycznych przedniego wózka poprzez przekładnię pasowo-klinową, pompa wody układu chłodzenia powietrza doładowującego silnik – poprzez parę kół zębatych umieszczoną w przekładni wentylatora.

### Układ chłodzenia
W przedniej części lokomotywy znajduje się chłodnica, składająca się z 18 sekcji wodnych i 6 olejowych, wentylatora, szkieletu i żaluzji bocznych. 12 sekcji wodnych służy do chłodzenia wody silnika spalinowego, a 6 sekcji do chłodzenia wody oddzielnego zamkniętego układu chłodzenia powietrza doładowującego silnik spalinowy za turbosprężarką. Włączanie i wyłączanie wentylatora oraz otwieranie i zamykanie żaluzji następuje automatycznie, w zależności od temperatury wody i oleju, lub ręcznie ze stanowiska sterowniczego za pomocą elektropneumatycznych urządzeń i przełączników dźwigienkowych.

### Zbiorniki
Pośrodku lokomotywy pod ostoją znajduje się zbiornik paliwa. Na ostoi są zamocowane zbiorniki główne powietrza i kanały dla przewodów elektrycznych. Jako zbiorniki piasku służą cztery komory wykonane bezpośrednio w nadwoziu (dwie z przodu przedziału chłodnic, dwie z tyłu przedziału baterii akumulatorów).

### Inne
Lokomotywa jest wyposażona w hamulec samoczynny i ręczny, a także w odiskiernik w układzie wylotowym, zmniejszający ilość iskier wylatujących z komina i dodatkową pompę dla napełniania zbiornika paliwa, przy pobieraniu paliwa z niewielkiej odległości. Pompa znajduje się na pomoście z prawej strony lokomotywy.